# Lachau
 Lachau  es una población y comuna francesa, en la región de Auvernia-Ródano-Alpes, departamento de Drôme, en el distrito de Nyons y cantón de Séderon.

## Demografía
| 217 | 217 | 225 | 234 | 190 | 225 |
| Para los censos de 1962 a 1999 la población legal corresponde a la población sin duplicidades (Fuente: INSEE [Consultar]) |     |     |     |     |     |